# 보르티곤트
보르티곤트(Vortigaunt)는 하프라이프에서는 젠의 외계종족으로, 하프라이프 2부터는 아군으로 등장하는 캐릭터이다.

## 게임 내 상세
원래는 그들의 모성(母星)에서 살고 있었겠지만, 그 행성이 콤바인 제국에 정복당한 후로 여러 행성을 전전하다가 젠에 정착하게 된다. 이 종족은 고도의 지성을 가진 존재들이고, 오랜 세월동안 식민 지배와 해방을 거듭한 삶을 살아왔으며, 줄곧 자유를 위해 싸워왔다. 그러나 콤바인의 젠 침공으로 인해 그들은 다시 한번 노예가 되어버리고, 그들은 젠에서 강제노동을 하게 되거나 블랙 메사 연구소로 소환되어 사람들을 닥치는 대로 죽이게 된다. 20년이 지난 하프라이프2에서도 여전히 족쇄를 차고 노동하는 이들을 볼 수 있다.
보르티곤트들을 통솔하고 있던 지도자인 니힐란스를 고든 프리맨이 처치하게 된 이후 해방된 그들은 지구로 망명한다. 그 이후로 7시간 전쟁이 벌어진 뒤, 그들은 인간과 더불어 콤바인과 함께 맞서 싸운다. 게임에서는 고든을 그들 종족 모두가 구원자(메시아)적인 존재로 보고 있으며, 그에게서 해방의 희망을 찾고 있는 것으로 보인다. 
하프라이프 2: 에피소드 2에서 보르티곤트 중 한 명이 하프라이프 2에서 등장하는 외계종족인 개미귀신을 사육했던 풍습을 언급하는 것으로 보아, 적어도 콤바인에게 점령당하기 전까지 젠에서 꽤 오랫동안 살아왔었던 것으로 추측하고 있다.
하프라이프 2: 에피소드 1과 하프라이프 2: 에피소드 2에서 나오는 대화와 행동으로 이들이 콤바인 조언자나 G맨에게 대항할 수 있는 것을 알 수 있다.

## 그들에 대한 이야기
그들 종족은 고든 프리맨을 비롯한 지구인들에게 의미 심장한 말을 던지곤 한다. 이와 같은 말들은 그들의 철학적 인생관을 함축한 것이자, 그들만이 가지는 우주에 대한 진리를 내포한 것으로 추측된다.
다음은 그들이 작중 언급한 대사들을 나열한 것이다.
"하나 속의 모두와 모두 속의 하나요(All in one and one in all).","우리는 그대요, 프리먼. 그대는 우리요(We are you, Freeman. And you are us)."─일종의 인연적, 회귀론적 사상으로 추측된다.
"하나속의 모두로 돌아가시오(Return to the all in one). ", "공허로 돌아가시오(Return to the void).", "교감을 나누시오(Give over your essence)."─위 글과 동일한 맥락이다.
"섬기는 게 우리 삶이오(We live to serve)."─그들에게도 지구인과 같은 종교가 존재했는지는 알 수 없지만 보다 고도의 존재를 숭배하고 있었던 것으로 보인다. 또는, 오래도록 식민 생활을 거듭해왔던 자신들에 대한 자조의 의미일수도 있다.
"우리는 이보다 더한 고난을 견뎌왔소(We have survived worse across the ages)."─그들의 오랜 식민 생활을 짐작하게 하는 대사다.
"우리는 똑같은 신념을 섬기고 있소(We serve the same mystery)."─세계의 모든 것들이 하나의 근원─그것이 신이든 무엇이든─을 목표로 하고 있다는 사실을 말하고 있다.
"노드와 넥서스여, 이 생명을 받으소서!(Node and nexus, feed upon this life!)"─그들이 칭하는 일종의 근원으로 보인다.
"인내가 한계에 도달했소. 하지만 우리는 견뎌낼 것이오(This is more than anyone can bear, but we will persevere)."─그들의 종족적 강인함을 보여주고 있다.
"블랙 메사의 얘기는 접어두겠소...당분간은(We will put aside Black Mesa... for now)."─한 때 지구인들과 죽고 죽일 수 밖에 없었던 블랙 메사 시절을 상기하고 있다.
"우리는 프리먼을 기억하오. 우리는 밀접하오(We remember the Freeman. We are coterminous)."─원작에서의 관계를 생각해본다면 납득이 가는 대사다.
"우리 사이엔 거리가 존재하지 않소. 시간과 공간의 허구한 베일은 우릴 막지 못하오(There is no distance between us. No false veil of time or space may intervene)."─존재의 관계에 대한 그들의 관점이다.
"블랙 메사에 있는 프리먼을 보고 있소. 니힐란스의 내실에 있는 그대를 분명히 보고 있소(We see you still in Black Mesa. Clearly we see you in the Nihilanth's chamber)."─고든이 니힐란스와 전투를 벌이던 그 순간을 알고 있다.
"우리는 니힐란스의 종말의 밝은 영원을 보고 있는 증인이오. 뛰어넘고, 넘어지고, 역경 속에서 번쩍이는 그대를 우리는 지켜보고 있소(We bear witness to the bright eternity of the Nihilanth's demise. You leap, you fall, we see you flash beyond the barriers)."─젠에서 오랜 식민 지배가 이뤄졌던 걸로 추측된다.
"짧은 순간이었지만, 그대는 함께 있었소. 그대는 하나요. 두 세계의 사이에 있소(For a brief time you joined with us. You are one. Between the worlds)."─태양계와 젠을 오갔던 고든에 대한 이야기다. 그 밖에도 젠을 오갔던 인물들은 존재했지만 그들에게 있어 프리맨은 더 각별한 의미를 가지기 때문에 언급한 것으로 보인다.
"보르티곤트 본질의 교류. 그리고 또 하나. 더욱 신비한 미스터리. 영원과 견줄만한 깊이가 있소(Communion of the vortessence. And that other: a deeper mystery. No deeper than the void itself)."─보르티곤트의 본질의 언급은 하프라이프 2: 에피소드 2에서 상세히 등장한다. 치명상을 입었던 알릭스 밴스를 치료할 때 조정했던 것도 이 보르티곤트 본질이었으며, 그들의 말로 미루어보면, 이는 살아있는 존재라면 누구나 소유하고 있는 영적인 요소로 추측된다.
"우리는 보르티곤트의 혼으로 짜여진 태피스트리요. 그대도 볼 수만 있다면 똑같다고 느낄 것이오(We are a tapestry woven of vortessence. It is the same for you if only you would see it)."─위 대사와 같은 맥락이다.
"우리에게 복종의 사슬을 씌웠던 콤바인을 기억하오. 용서는 우리에게 사치요(We cannot forget those whose cords you cut. Forgiveness is not ours to bestow)."─콤바인에 대한 적개심이 드러나는 대사다.
"동일한 목적, 우릴 가두고 있는 족쇄의 파괴, 우리는 하나의 길을 걷고 있소(Unity of purpose, the shattering of common shackles, a single road we tread)."─콤바인에 대한 지구인과 보르티곤트간 공동의 저항을 말하고 있다.
"그대 영웅담 노래를 영원히 부를 것이오. 이 투쟁의 결과와는 상관없소(Your song we sing and shall sing for eternity. No matter the consequences of this struggle)."─설령 그들이 식민치하를 벗어나지 못하던, 혹은 죽던간에 그들이 고든을 얼마나 신뢰하고 있는지를 보여주는 대목이다.
"그대가 우리에게 안긴 슬픔과 환희는 이루 말할 수 없소(You have brought us grief and jubilation beyond measure).", "우리 종족이 그대 앞에 쓰러져 있을 때 그대는 니힐란스를 지탱해주는 연결을 끊었소. 그리고 우리는 해방되었소(While our own lay scattered at your feet, you severed the vortal cord that bound the Nihilanth to life, and to us)."─하프라이프 당시 동족을 잃었던 블랙 메사 연구소에서의 사투와, 동족을 해방시킨 사실에 대한 만감이 교차함을 말하고 있다.
"우리는 계속 존재하오. 그대 행동을 주시하고 있소(We are there still, in observance of your final stroke)."─어디를 가던 고든의 종적을 알고 있는 것으로 사료된다.
"그때 느꼈던 짧은 희망의 빛은 아직도 빛나고 있소. 작은 지배자가 패한 이상 큰 지배자도 조만간 쓰러져야 한다는 것을 알고 있소(That sharp spur of hope has not dulled to this day. For once the lesser master lay defeated, we knew the greater must also fall in time)."─니힐란스와 콤바인에 대한 상관관계를 묘사하고 있다.
"그대 밝은 얼굴은 그대 어두운 내면을 숨기고 있소(Your bright face obscures your darker mask)."─고든의 심정을 제3자의 입장으로서 묘사한 것으로 보인다.
"비록 그대의 마음과 의미를 여전히 알 수 없지만, 그대를 형제라 부르겠소(We call you sib, although your mind and meaning are a mystery to us)."─실질적으로 고든이 그들을 위해 싸울 이유는 없었지만, 그들을 해방시켜주었기에 그를 형제라 부르는 것이다.
"또 다른 존재가 그대를 통해 세상을 보고 있소."Far distant eyes look out through yours. ","그 무엇인가 우리를 유도하고 있소. 입에 담지 않을 것이오(Something secret steers us both. We shall not name it)."─G맨에 대한 언급이다. 작중 G맨은 번번이 고든의 행적을 감시하며, 보르티곤트를 비롯한 이들로 하여금 고든의 행로가 원활하도록 돕고 있다.
"우리는 수없이 지배를 벗어났고, 또 다시 압박을 받아왔소(How often have we slipped our yoke, only to find it choking us again)."─그들의 오랜 식민 치하 시절을 가늠해볼 수 있다.
"그대는 희생이라고 생각하겠지만, 우리에게는 미비한 손실이오. 우리는 잠시 암흑에 빠지는 것을 두려워하지 않소(What seems to you a sacrifice is merely, to us, an oscillation. We do not fear the interval of darkness)."─콤바인에게 저항하는 극단적인 의지를 보여주는 대사다.
"그대 속에 몇 명이 있소? 그대는 몇 명의 희망과 꿈을 내포하고 있소?(How many are there in you? Whose hopes and dreams do you encompass?)"─고든을 구원자(메시아)처럼 따르는 수많은 이들을 생각해 보면 짐작할 수 있는 대사다.
"그대 눈 속의 눈, 마음 속의 마음을 볼 수만 있다면 우리가 얼마나 닮았는지 깨달을 수 있을 것이오(Could you but see the eyes inside your own, the minds in your mind, you would see how much we share)."─보르티곤트 원질과 관련이 있을 것으로 추측된다.